# مقاطعة بيبين (ويسكونسن)
مقاطعة بيبين هي مقاطعة في ويسكونسن، بلغ عدد سكانها 7٬469  نسمة، في 2010، عاصمتها دوراند، تبلغ مساحتها 644 كيلومتر مربع.

## الموقع
تشترك في الحدود مع:
- مقاطعة بيرس
- مقاطعة بوفالو
- مقاطعة واباشا
- مقاطعة يو كلير
- مقاطعة دون (ولاية ويسكونسن)
- مقاطعة غودهو.

## التقسيمات الإدارية
- دوراند.